# Capanna Tamaro
Die Capanna del Tamaro (deutsch Tamarohütte) ist eine Schutzhütte in der Gemeinde Monteceneri im Valle del Trodo im Kanton Tessin in den Luganer Voralpen auf einer Höhe von 1867 m ü. M.

## Geschichte und Beschreibung
Die Hütte entstand 1941 aus einer Militärunterkunft aus dem Ersten Weltkrieg und wurde 1953 renoviert und 1988 vergrössert. Sie befindet sich auf dem Grat, der das Trodo-Tal mit dem Duragno-Tal verbindet und steht an der Grenze zwischen Sopra und Sottoceneri, etwa einen Kilometer vom Monte Tamaro entfernt. Sie gehört der Sektion Bellinzona der Unione Ticinese Operai Escursionisti (UTOE) unter dem Dachverband Federazione Alpinistica Ticinese (FAT).
Die zweistöckige Hütte hat zwei Aufenthalts-/Speisesäle mit insgesamt 70 Plätzen. Die Küche verfügt über einen Holz- und  Gasherd sowie einen Schlafraum für 12 bis 16 Personen und einen Aussenbereich mit Tischen. Geheizt wird mit Holz, die Beleuchtung ist elektrisch.
Aufgrund ihrer Lage unter dem Gipfel des Monte Tamaro gilt sie als einer der schönsten Aussichtspunkte im Tessin mit einer umfassenden Sicht auf den Talboden, nach Bellinzona, Lugano mit dem Luganersee und den Lago Maggiore mit Locarno.

## Hüttenzustieg mit Gehzeit
- Von der Alpe Foppa (1530 m ü. M.) in 1 Stunde (Schwierigkeitsgrad T1). Die Alpe Foppa kann mit der Seilbahn ab Rivera erreicht werden.
- Von der Alpe di Neggia (1395 m ü. M.) in 1 ½ Stunden (T2). Die Alpe di Neggia  kann mit  öffentlichen  Verkehrsmitteln erreicht  werden.
- Von Rivera (470 m ü. M.) in 4 ½ Stunden (T2).

## Wanderung
- Höhenweg Monte Tamaro bis Monte Lema (1619 m ü. M.) in 5 Stunden (T2).[3]

## Aufstieg
- Monte Tamaro (1961 m ü. M.) in 30 Minuten.

## Übergänge zu Nachbarhütten
- Capanna Alpetto di Caviano in 5 Stunden